# Mines du Warndt
Mines du Warndt este o arie protejată (sit de importanță comunitară — SCI) din Franța întinsă pe o suprafață de 169 ha, integral pe uscat.

## Localizare
Centrul sitului Mines du Warndt este situat la coordonatele 49°06′09″N 6°39′19″E / 49.1025°N 6.65528°E.

## Înființare
Situl Mines du Warndt a fost declarat arie specială de conservare în baza directivei 92/43 din 1992 referitoare la conservarea habitatelor naturale și a faunei și florei sălbatice pentru a proteja 7 specii de animale.

## Biodiversitate
Situată în ecoregiunea continentală, aria protejată nu include niciun habitat protejat.
La baza desemnării sitului se află mai multe specii protejate:
- amfibieni (1): triton cu creastă (Triturus cristatus)
- mamifere (6): liliac cârn (Barbastella barbastellus), liliac cu urechi mari (Myotis bechsteinii), liliac cărămiziu (Myotis emarginatus), liliac comun (Myotis myotis), liliacul mare cu potcoavă (Rhinolophus ferrumequinum), liliacul mic cu potcoavă (Rhinolophus hipposideros)

Pe lângă speciile protejate, pe teritoriul sitului au mai fost identificate 1 specie de amfibieni, 10 specii de mamifere.